# Chuck Daigh
Chuck Daigh (n. 29 noiembrie 1923 - d. 29 aprilie 2008) a fost un pilot american de Formula 1 care a evoluat în Campionatul Mondial în sezonul 1960.